# 146 (číslo)
Sto čtyřicet šest je přirozené číslo. Následuje po číslu sto čtyřicet pět a předchází číslu sto čtyřicet sedm. Řadová číslovka je stočtyřicátýšestý nebo stošestačtyřicátý. Římskými číslicemi se zapisuje CXLVI.

## Matematika
Sto čtyřicet šest je
- nešťastné číslo.
- nepříznivé číslo.

- V osmičkové soustavě je toto číslo složeno ze tří stejných číslic (2228).

## Chemie
- 146 je neutronové číslo nejstabilnějšího a současně nejběžnějšího izotopu uranu (238U) a nukleonové číslo třetího nejběžnějšího izotopu neodymu.[1]

## Doprava
- Silnice II/146 je česká silnice II. třídy na trase Hluboká nad Vltavou – Lhotice – Lišov.[2]
- Index KOV vozu Ampz146 ČD

## Roky
- 146
- 146 př. n. l.